# Związek Walki przeciwko Bolszewizmowi
Związek Walki przeciw Bolszewizmowi (ros. Союз Борьбы Против Большевизма, SBPB) – kolaboracyjna organizacja polityczna pod koniec II wojny światowej
Związek został utworzony na pocz. marca 1944 r. w okupowanym Bobrujsku. Faktycznie powstał z inicjatywy Niemców. Na jego czele stanął Michaił A. Iljin ps. "Oktan", który był współpracownikiem SD. Głównym zadaniem organizacji była bezwzględna walka przeciw judeobolszewizmowi we wszystkich jego przejawach. 8 marca został opublikowany manifest i program. Wsparcia udzielał Związek Młodzieży Białoruskiej. Organem prasowym były gazety "Речь" (redaktorem naczelnym był M. A. Iljin) i "На страже Родины". Flaga SBPB była w kolorze czarno-pomarańczowym w Krzyżem Św. Jerzego pośrodku. Krzyż Św. Jerzego stał się znakiem Związku. Był noszony na opaskach na rękach. Sztab mieścił się w Bobrujsku, zaś oddziały terenowe w Osipowiczach, Lapiczach i Puchowiczach. Kierownikiem struktur bobrujskich był Iwan S. Nikitin. W poł. marca przeprowadzono werbunek miejscowej ludności do organizacji. Nie mogli do niej wstępować jedynie Żydzi i współpracownicy sowieckich służb specjalnych w okresie międzywojennym. Na pocz. maja utworzono sekcję młodzieżową, do której wchodzili młodzi w wieku od 10 do 18 lat. Pod Bobrujskiem powstał obóz młodzieżowy, gdzie zebrano ok. 700 osób (420 chłopców i 280 dziewcząt). Dużą pomoc w jego utworzeniu okazał burmistrz Bobrujska Borys G. Mienszagin. Obóz był ochraniany przez niemieckie oddziały. Na pocz. kwietnia kierownictwo Związku postanowiło sformować oddziały bojowe (drużyny ochronne) do obrony przed atakami partyzantów i zmilitaryzować organizację. Ich członkowie otrzymali mundury niemieckiej armii. Wszystkie oddziały miały być zgrupowane w składzie batalionu pod dowództwem mjra A. I. Bułgaja. Powstała też w Bobrujsku polityczna szkoła Związku, która miała szkolić przyszłych terenowych przedstawicieli. 1 maja doszło do spotkania kierowników grup terenowych. Niemieckie władze okupacyjne informowały władze w Berlinie o sukcesach Związku i masowym werbunku do niego. Działalność SPBP przerwała jednak ofensywa Armii Czerwonej w czerwcu 1944 r., która doprowadziła do wyparcia wojsk niemieckich z Białorusi.